# Боцвана на Светском првенству у атлетици у дворани 2012.
Боцвана је учествовала на Светском првенству у атлетици у дворани 2012. одржаном у Истанбулу од 9. до 11. марта дванаести пут. Репрезентацију Боцване представљала су четири такмичара који је учествовали у штафети на 4 х 400 метара.
На овом првенству Боцвана није освојила ниједну медаљу али је оборен национални рекорд.

## Учесници
Мушкарци:
- Thapelo Ketlogetswe — 4 х 400 м
- Ајзак Маквала — 4 х 400 м
- Pako Seribe — 4 х 400 м
- Zacharia Kamberuka — 4 х 400 м

## Резултати

### Мушкарци
| Атлетичар           | Дисциплина | Лични рекорд | Квалификација | Квалификација | Финале                | Финале  | Детаљи |
| Атлетичар           | Дисциплина | Лични рекорд | Резултат      | Место         | Резултат              | Место   | Детаљи |
| ------------------- | ---------- | ------------ | ------------- | ------------- | --------------------- | ------- | ------ |
| Thapelo Ketlogetswe | 4 х 400 м  |              | 3:13,21 НР    | 11            | Није се квалификовала | 11 / 12 |        |
| Ајзак Маквала       | 4 х 400 м  |              | 3:13,21 НР    | 11            | Није се квалификовала | 11 / 12 |        |
| Pako Seribe         | 4 х 400 м  |              | 3:13,21 НР    | 11            | Није се квалификовала | 11 / 12 |        |
| Zacharia Kamberuka  | 4 х 400 м  |              | 3:13,21 НР    | 11            | Није се квалификовала | 11 / 12 |        |